# Штахетник
Штахетник или штахет — небольшое ограждение высотой в 25-40 см. Служит для ограждения газонов, цветников и памятников монументального искусства. Основное назначение штахетника — зрительно отделить дорожки от газонов, цветников и территории памятников монументального искусства. В отличие от штакетника применяется при создании городской среды, как элемент малых архитектурных форм. Штахетник как правило выполняется из металла и состоят из двух частей — опоры и звеньев, но возможно и из керамики. В случае выполнения в керамике ограждения набирают из штучных отлитых штахет одного или разных типов в зависимости от проекта благоустройства.